# Książę Westminster
Książę Westminster (dodatkowe tytuły: markiz Westminster, hrabia Grosvenor, wicehrabia Belgrave, baron Grosvenor)
Najstarszy syn księcia Westminster nosi tytuł hrabiego Grosvenor, a najstarszy syn hrabiego Grosvenor nosi tytuł wicehrabiego Belgrave. Rodową siedzibą książąt Grosvenor jest Eaton Hall niedaleko Chester.
Baroneci Grosvenor of Eaton 1. kreacji
- 1622–1645: Richard Grosvenor, 1. baronet
- 1645–1664: Richard Grosvenor, 2. baronet
- 1664–1700: Thomas Grosvenor, 3. baronet
- 1700–1732: Richard Grosvenor, 4. baronet
- 1732–1733: Thomas Grosvenor, 5. baronet
- 1733–1755: Robert Grosvenor, 6. baronet
- 1755–1802: Richard Grosvenor, 7. baronet (mianowany baronem Grosvenor w 1761 r. i hrabią Grosvenor w 1784 r.)

Hrabiowie Grosvenor 1. kreacji (parostwo Wielkiej Brytanii)
- 1784–1802: Richard Grosvenor, 1. hrabia Grosvenor
- 1802–1845: Robert Grosvenor, 2. hrabia Grosvenor (mianowany markizem Westminster w 1831 r.)

Markizowie Westminster 1. kreacji (parostwo Zjednoczonego Królestwa)
- 1831–1845: Robert Grosvenor, 1. markiz Westminster
- 1845–1869: Richard Grosvenor, 2. markiz Westminster
- 1869–1899: Hugh Lupus Grosvenor, 3. markiz Westminster (mianowany księciem Westminster w 1874 r.)

Książęta Westminster 1. kreacji (parostwo Zjednoczonego Królestwa)
- 1874–1899: Hugh Lupus Grosvenor, 1. książę Westminster
- 1899–1953: Hugh Richard Arthur Grosvenor, 2. książę Westminster
- 1953–1963: William Grosvenor, 3. książę Westminster
- 1963–1967: Gerald Hugh Grosvenor, 4. książę Westminster
- 1967–1979: Robert George Grosvenor, 5. książę Westminster
- 1979-2016: Gerald Cavendish Grosvenor, 6. książę Westminster
- 2016-: Hugh Grosvenor, 7. książę Westminster